# Adarnassé Soumbatichvili
Adarnassé Soumbatichvili (en géorgien : ადარნასე სუმბათიშვილი ; mort en 943), aussi connu comme Atrnerseh (en arménien : Ատրներսեհ) est un monarque transcaucasien du IXe siècle qui fonde le Royaume d'Héréthie en 897. Probablement d'origine aghbano-arménienne, il hérite d'une partie des domaines de son père, le prince Grigor Hamam, et y fonde l'Héréthie comme un royaume indépendant, ainsi que la dynastie des Soumbatichvili. Il règne durant une période chaotique de l'histoire transcaucasienne et doit faire face à de nombreux ennemis, dont la Principauté de Kakhétie, le Royaume d'Abkhazie et l'Émirat de Tbilissi. Adarnassé porte le titre de roi durant son mandat, sauf durant une courte période durant laquelle il est contraint de rester comme patrice byzantin.

## Origines
L'origine d'Adarnassé est disputée par les historiens modernes. Marie-Félicité Brosset, qui étudie le Caucase au XIXe siècle, théorise qu'Adarnassé est un descendant d'une branche cadette des Bagrations, la dynastie qui gouverne alors différentes principautés géorgiennes. D'après cette version, il serait le descendant d'un frère cadet de Gouaram Ier d'Ibérie, qui serait lui-même le fondateur des Bagrations d'Ibérie d'après l'historien médiévale Djouancher Djouancheriani. Toutefois, cette origine des Bagrations est rejetée par les généalogistes modernes, qui font de Gouaram et de ses frères des Chrosroïdes, une antique dynastie royale d'Ibérie. Brosset lui-même assume qu'Adarnassé pourrait être un descendant d'une branche cadette des Chosroïdes qui auraient hérité de la Géorgie orientale au Ve siècle.
Toutefois, les historiens modernes donnent à Adarnassé une origine plus locale : il serait le fils de Grigor Hamam, un puissant dirigeant transcaucasien et héritier d'une dynastie albanienne gouvernant sur l'Albanie du Caucase et l'Arménie orientale, les Mihranides. Adarnassé peut donc être membre de trois différentes dynasties : Bagrations, Gouaramides et Mihranides. La théorie aghbano-arménienne est désormais dominante, Adarnassé étant le premier souverain indépendant de l'Héréthie, celle-ci étant probablement un dominion arménien auparavant et suivant le monophysisme des Albaniens et des Arméniens, au lieu de l'orthodoxie géorgienne des Bagrations.
Enfin, certain historiens arméniens donnent à Adarnassé une origine arménienne. D'après cette version, il serait le fils de Grigor Hamam, lui-même petit-fils du noble arménien Sahl Smbatian, qui gouverne une principauté dans le Karabakh. Ce Sahl Smbatian serait un descendant de la dynastie arménienne des Arranchahiks, elle-même exterminée vers le IVe siècle par les Mihranides. Une autre version peu acceptée fait de Sahl Smbatian un membre de la famille princière des Siounides. Quoi qu'il en soit, il faut noter que les descendants d'Adarnassé sont connus comme la dynastie des Soumbatachvili (« enfant de Soumbat »).

## Biographie

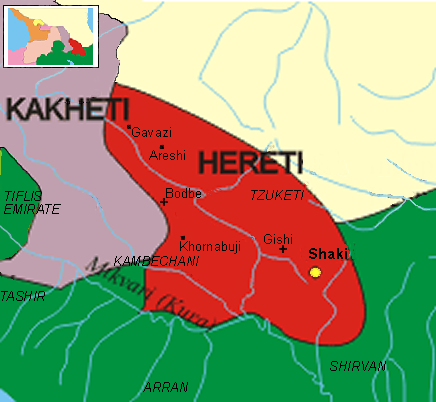
L'Héréthie à la mort d'Adarnassé

D'après la théorie la plus acceptée, Adarnassé est le fils aîné de Grigor Hamam, un prince mihranide descendant d'une dynastie Albanie du Caucasenne contrôlant de larges domaines en Transcaucasie orientale, du lac Sevan à la ville de Partav. À la mort de son père en 897, il partage ses territoires avec ses quatre frères et hérite de l'Héréthie, mais reste le seul à garder le titre de roi. Il gouverne sur un royaume ethniquement divers, la région étant une composition de Géorgiens, d'Arméniens et d'Aghbanais. Un monophysite, il reste largement indépendant de l'influence byzantine et géorgienne et centre sa capitale à Chaki, nommant ses États le Royaume de Chaki-Cambysène, d'après deux régions de l'ancienne Albanie du Caucase.
Il épouse toutefois la princesse Dinar Bagration, fille du duc géorgien de Tao Adarnassé VII, une orthodoxe qui importe son influence sur le pays. L'Atrnerseh des sources arméniennes devient alors le roi Adarnassé d'Héréthie dans les sources géorgiennes et, tandis qu'il reste monophysite pendant son règne, la reine Dinar convertira le royaume à l'orthodoxie géorgienne après sa mort.
Adarnassé se heurte rapidement à ses voisins occidentaux, qui craignent l'arrivée d'un nouveau roi dans la région. Dès 906, la Principauté de Kakhétie et le Royaume d'Abkhazie forment une alliance pour gouverner la Géorgie centrale. De plus, le chorévêque Kviriké Ier de Kakhétie décide de s'allier avec l'émir Jaffar Ier de Tbilissi pour mettre pression sur le nouveau Royaume d'Héréthie. Adarnassé, face à ces obstacles, est contraint d'abandonner son titre de roi, mais accepte le titre byzantin de patrice d'Héréthie. Mais ce mouvement ne suffit pas à apaiser les pouvoirs géorgiens.
En 915, l'Abkhazie et la Kakhétie envahissent l'Héréthie, les troupes de Constantin III d'Abkhazie capturant la majorité des forteresses stratégiques de la région. Au printemps, les alliés assiègent Vejini, où est réfugié le patrice, les Abkhazes attaquant par le nord et les Kakhétiens prenant le sud. Le 16 avril 915 (vendredi saint), la citadelle étant sur au bord de la défaite, Adarnassé s'avoue vaincu et sort de sa forteresse pour accepter les termes de paix. Il cède Arichi et Gavazi aux Abkhazes et la ville d'Ortchobi à la Kakhétie, à la suite de quoi les envahisseurs quittent l'Héréthie.
Dans les années 920, il profite d'une invasion des Abbassides en Kakhétie pour sortir de l'influence de ses voisins géorgiens. Adarnassé reprend alors le titre de roi et recapture les territoires confisqués par l'Abkhazie et la Kakhétie en 915. Il meurt en 943 et laisse son trône à son jeune fils Ichkanik, qui règne sous la régence de Dinar.
Léontius de Rouissi, qui écrit au XIIe siècle, entre en confusion au sujet du reste du règne d'Adarnassé. D'après sa version, il est remplacé par son fils Ichkanik dans les années 920, mais les sources contemporaines le font régner jusqu'en 943. De même lieu, l'historien décrit anachroniquement que la princesse Dinar épouse Ichkanik, et non pas Adarnassé.

## Famille
Adarnassé épouse la princesse Dinar Bagration, fille du duc Adarnassé VII de Tao. Ensemble, ils ont un fils :
- Ichkanik (mort en 951), roi d'Héréthie.